# 馬納舍·卡迪希曼
马纳舍·卡迪希曼（希伯來語：‎，1932年8月21日—2015年5月8日），于1932年在特拉维夫出生，是一位以色列雕塑家和画家。他在1950年至1953年間當牧羊人。

## 生平
于1959年，他移居伦敦，曾先后就读于中央圣马丁艺术与设计学院及斯莱德美术学院。在1959年和1960年期间，他与安东尼·卡洛和莱·巴特勒学习。在1965年，他的首个个展在格罗夫纳画廊举行。
于20世纪60年代，他的雕塑作品以极简主义为主，营造出抵抗地心吸力的效果。作品悬念(1966年)是透过谨慎的平衡而建设。分段(1968年)则使用玻璃和金属，使金属看似不受支撑。
他在伦敦居住至1972年。然后回到以色列特拉維夫定居及工作。
2015年5月8日，卡迪希曼病逝于特哈休莫的希巴医疗中心。

## 马纳舍·卡迪希曼作品中的羊
在1950年至1953年期間，他曾在基布兹马阿巴鲁克當过牧羊人。这经验对他后来的艺术作品及职业产生重大影响。在1978年威尼斯双年展中，卡迪希曼首次以羊为题材，把一群羊涂上色彩，以呈现活动中的艺术。1995年，他开始画上千只羊的肖像，每一只都不同。这些羊的肖像很快就成为了他的风格标志。

## 教育
- 1947-50 于Avni艺术与设计学院（英语：Avni Institute of Art and Design）学习雕塑
- 1954 与鲁迪·雷曼学习雕塑
- 1959-60 于伦敦中央圣马丁艺术与设计学院修读艺术
- 1961 于伦敦斯莱德美术学院修读艺术

## 獎項
- 1960 美国-以色列文化基金会奖学金
- 1961 塞恩斯伯里奖学金
- 1967 第五届巴黎双年展雕塑一等奖
- 1978 桑德伯格奖得主
- 1980 美国-以色列文化基金会奖学金
- 1981 尤金·科尔布以色列印艺，特拉维夫博物馆奖评委会奖
- 1981 挪威国际版画双年展
- 1984 特拉维夫博物馆孟德尔·普迪克奖
- 1990 Dizengoff雕塑奖
- 1995 以色列雕塑奖
- 2002 特拉维夫艺术博物馆名誉院士奖

## 戶外/公共藝術品
美国
纽约
- 'Suspended'，1977年，Storm King Art Center，Mountainville
- 'Eight Positive Trees'，1977年，Storm King Art Center，Mountainville

俄克拉何马州
- 'The Sacrifice of Isaac', 1985年, Fred Jones Jr. Museum of Art, 诺曼
- 'Negative Tree', 2001年, Philbrook Museum of Art, 塔尔萨

宾夕法尼亚州
- 'Three Discs', 1967年, Susquehanna University, Selinsgrove

得克萨斯州
- 'Segments', 1968年, Nasher Sculpture Center, 达拉斯
- 'The Forest', 1970年, Nasher Sculpture Center, 达拉斯
- 'Om', 1969年, University of Houston, 休斯敦

加拿大
- 'Three Discs', 1967年, High Park, 多伦多

哥斯达黎加
- MADC Museo de Arte y Diseño Contemporáneo, 圣何塞

德国
- 'Falling Leaves', Jewish Museum, 柏林
- 'Pieta', Dominikanerkloster, 不伦瑞克
- 'Negative Trees', 1974年, Wedau Sports Park, 杜伊斯堡

以色列
- 1960 'Tension', Israel Museum, 耶路撒冷
- 1964 'Uprise', 特拉维夫
- 1966 'In Suspense',  Israel Museum, 耶路撒冷
- 1967 'In Suspense', Weizmann Institute of Science, 雷霍沃特
- 1967-74 'The Tree Circles', 特拉维夫
- 1975 'In Suspense', University of Tel Aviv, 特拉维夫
- 1975 'In Suspense', Tel Aviv Museum of Art, 特拉维夫
- 1977 'Circles', The Hebrew University, Har Hatsofim, 耶路撒冷
- 1979 'Continuum', Weizmann Institute of Science, Rehovot
- 1982-1985 'Akedat Issac', Tel Aviv Art Museum, 特拉维夫
- 1984 'Hill of the Sheep', The Tefen Open Museum of Israeli Art, 加利利
- 1985 'Akedat Issac', University of Tel Aviv, 特拉维夫
- 1985 'Trees', Israel Museum Billy Rose Sculpture Art Garden, 耶路撒冷
- 1989 'Birth', The Open Museum of Israeli Art, 加利利
- 1990 'Trees', Rehavia, 耶路撒冷
- 1990 'Birth', near the Herzliya Museum of Contemporary Art. 荷兹利亚
- 1994 'Motherland', Sculpture Garden in memory of Lola Bar Avner, Tel Aviv Museum of Art, 特拉维夫
- 1995 'The Family Plaza', The International School for Holocaust Studies, Yad Veshem, 耶路撒冷
- 1998 'Scream', Sculpture Garden in memory of Lola Bar Avner, Tel Aviv Museum of Art, T特拉维夫
- 2004 Portrait of Shimon Finkel on the facade of Tel Aviv City Hall, 特拉维夫
- 2006 Memorial monument for the Etzel, Haganah and Lehi underground organizations, 拉马特甘

日本
- 'Prometheus'，1986-87，原东京当代艺术博物馆

英国
- 英国伦敦泰特美术馆

其他作品
- 'Horse'
- 'Motherland'
- 'Child and Horse'
- 'Kissing Birds'
- 'Homage to Young Couples'
- 'Homage to Barnett Newman'
- 'The Flock'
- 'Cracked Earth'

## 作品

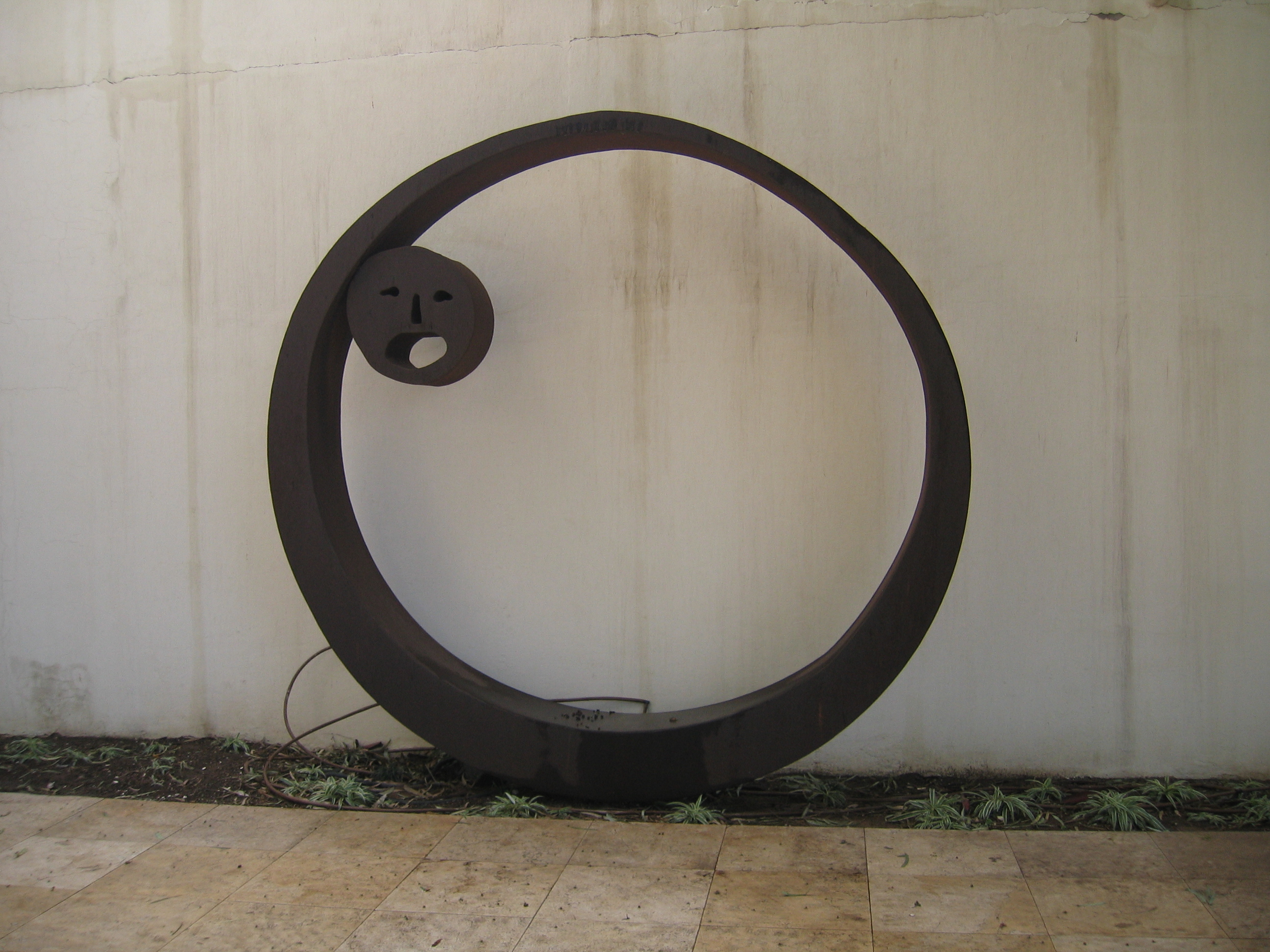
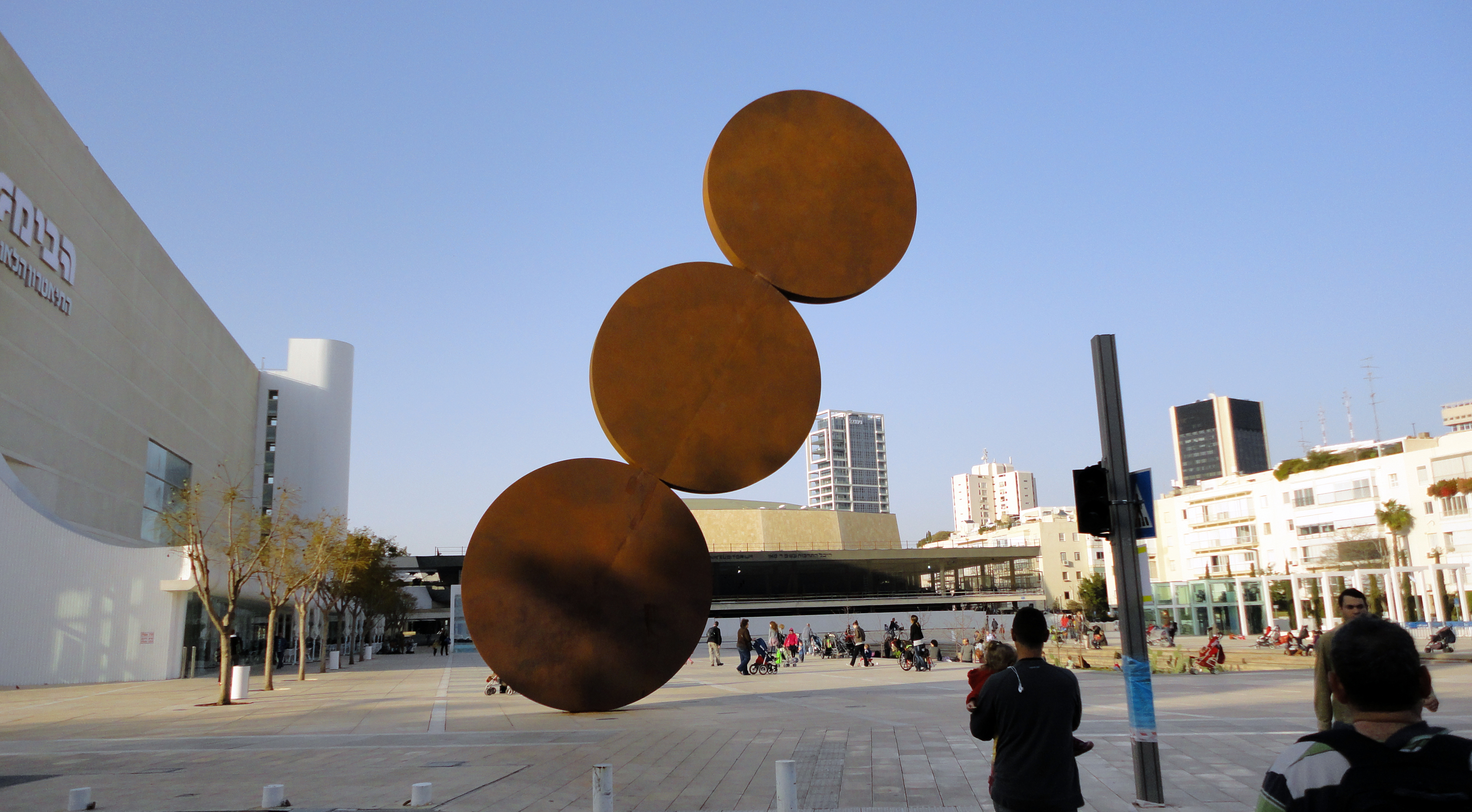
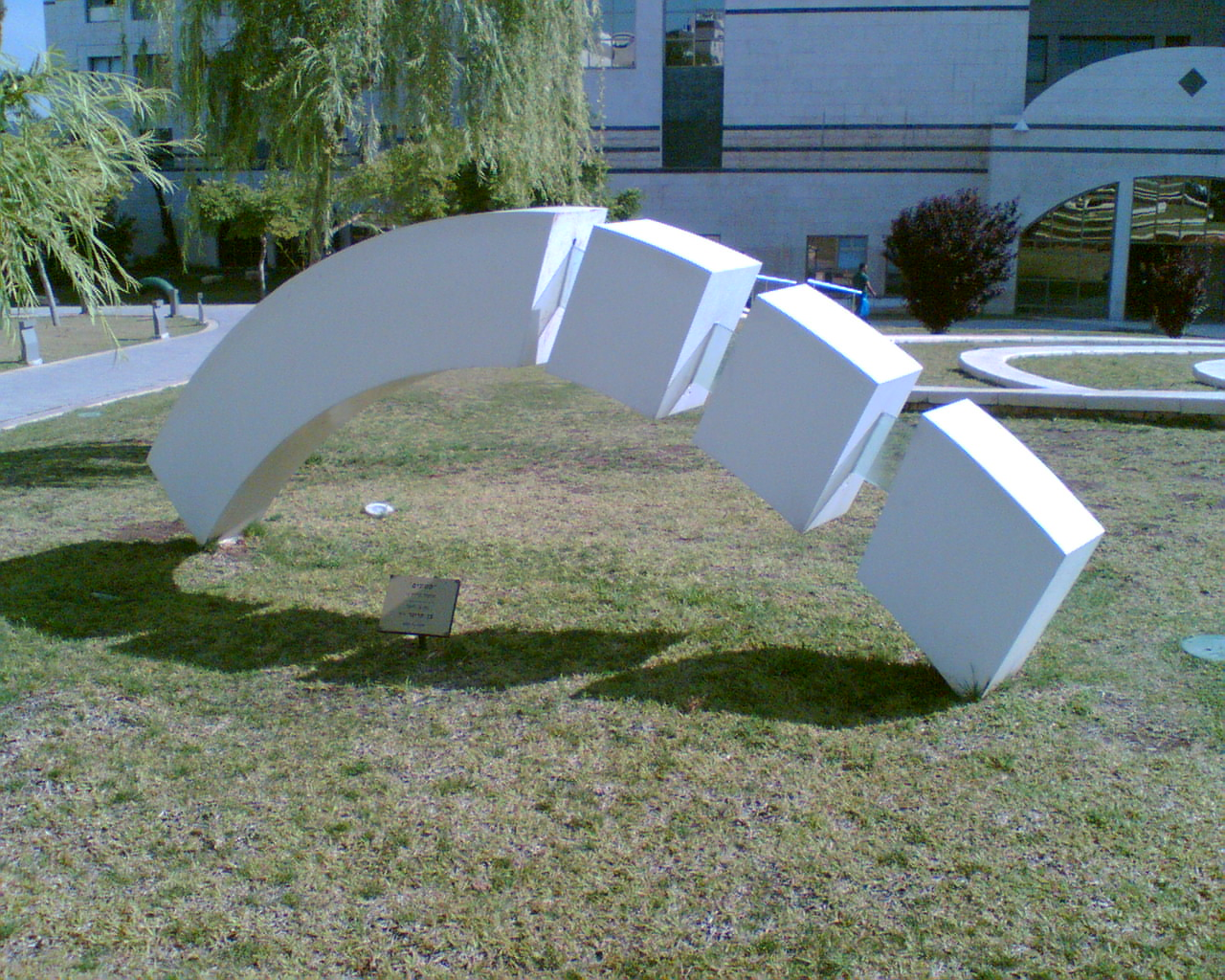
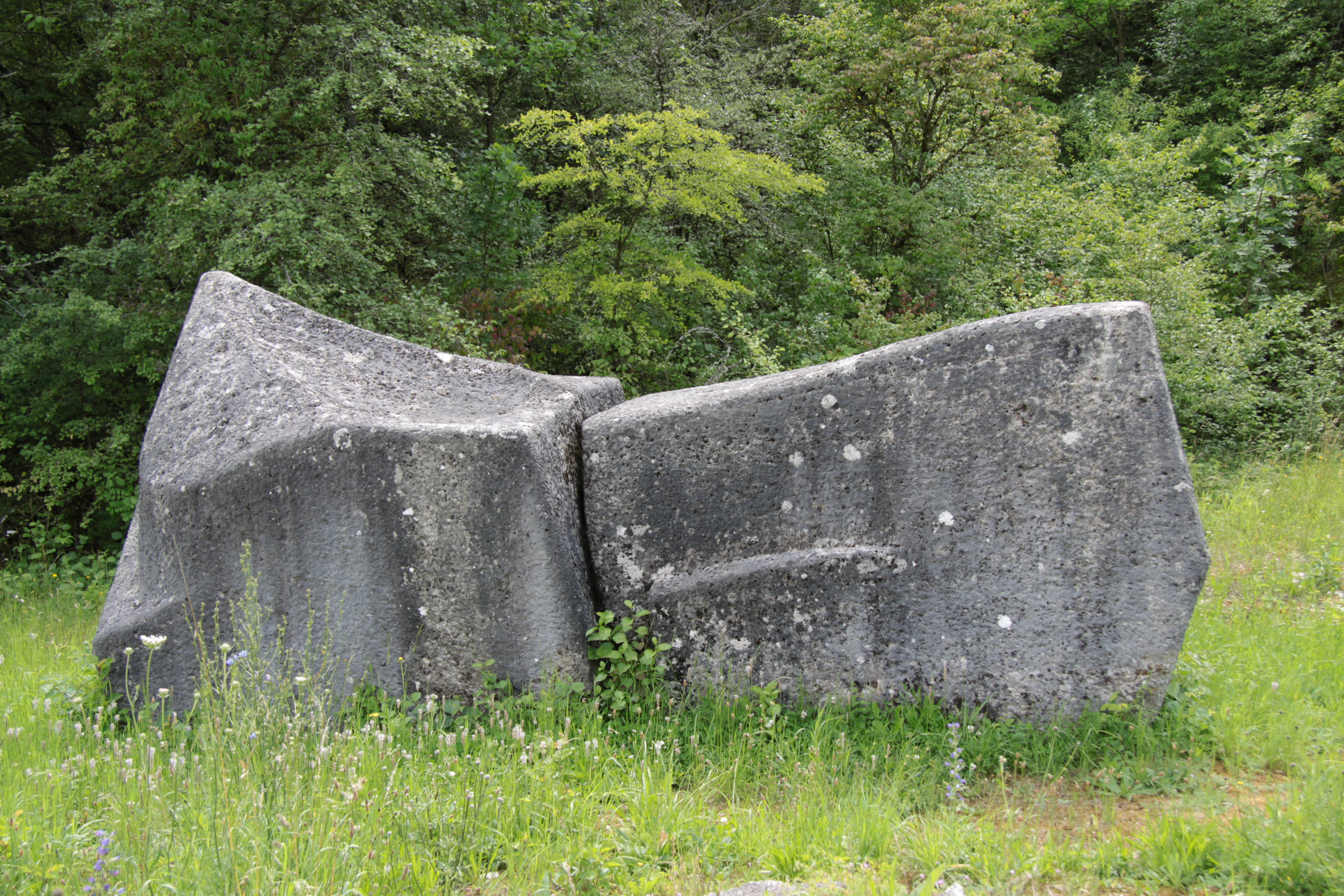
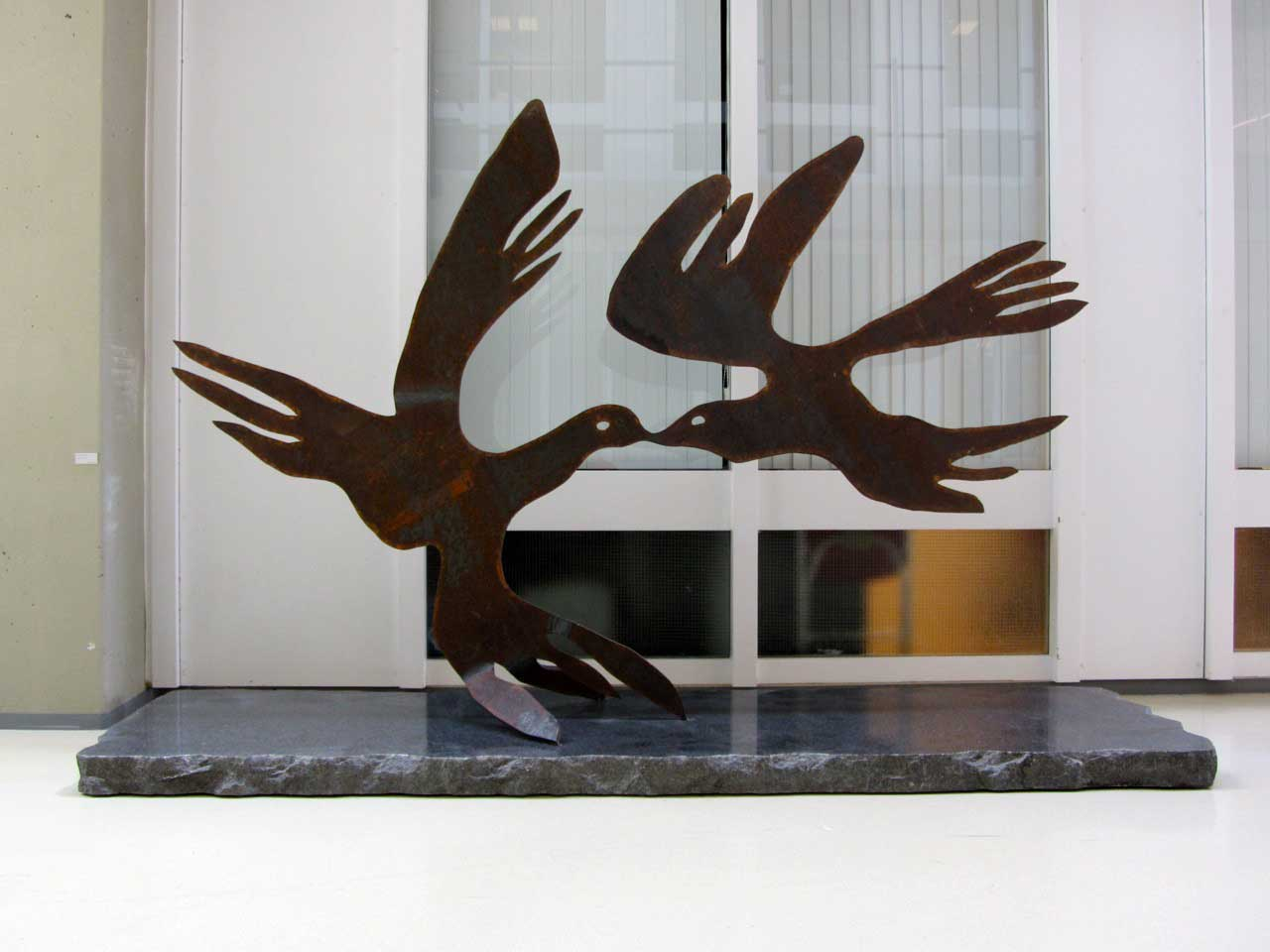
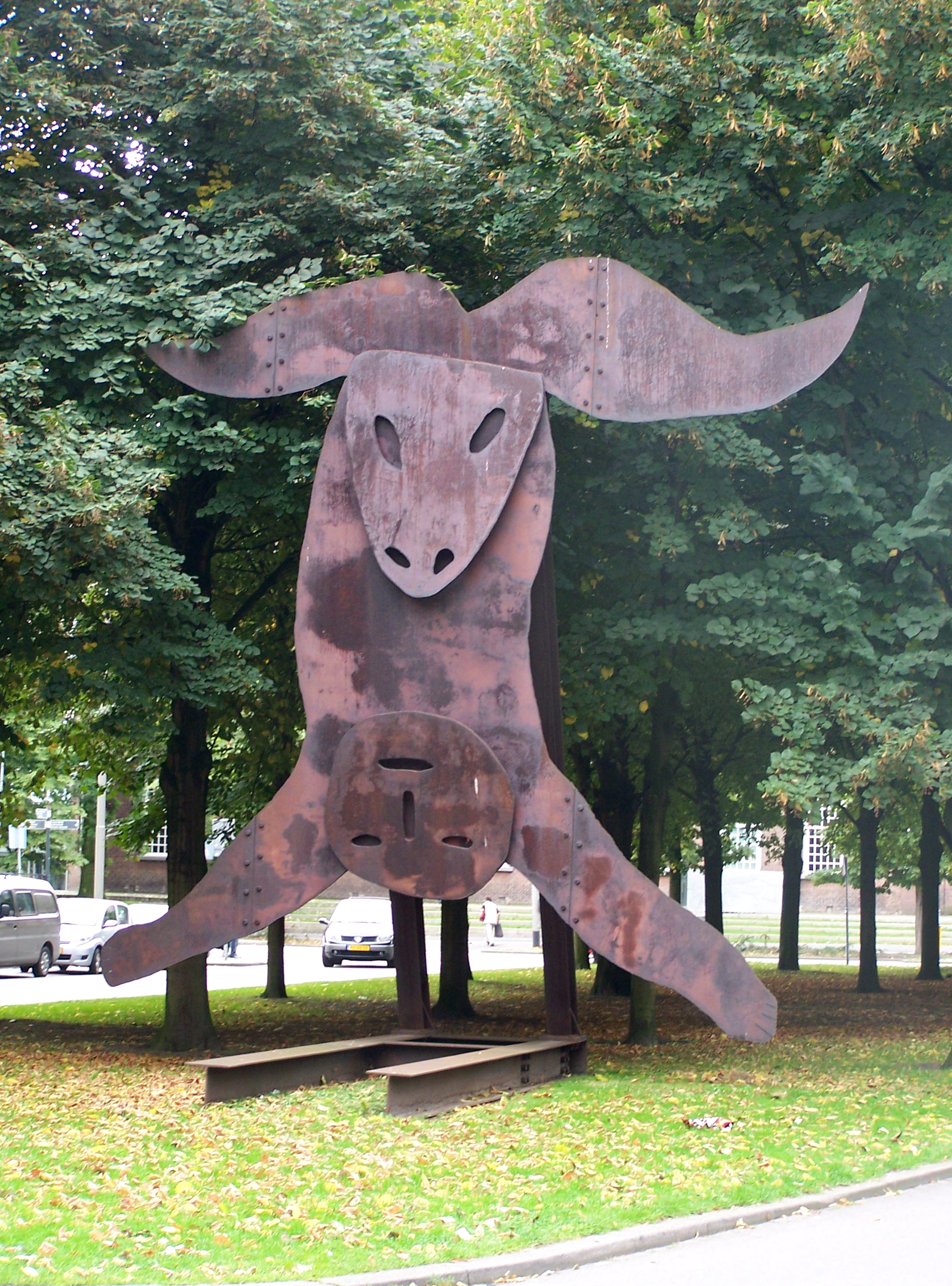
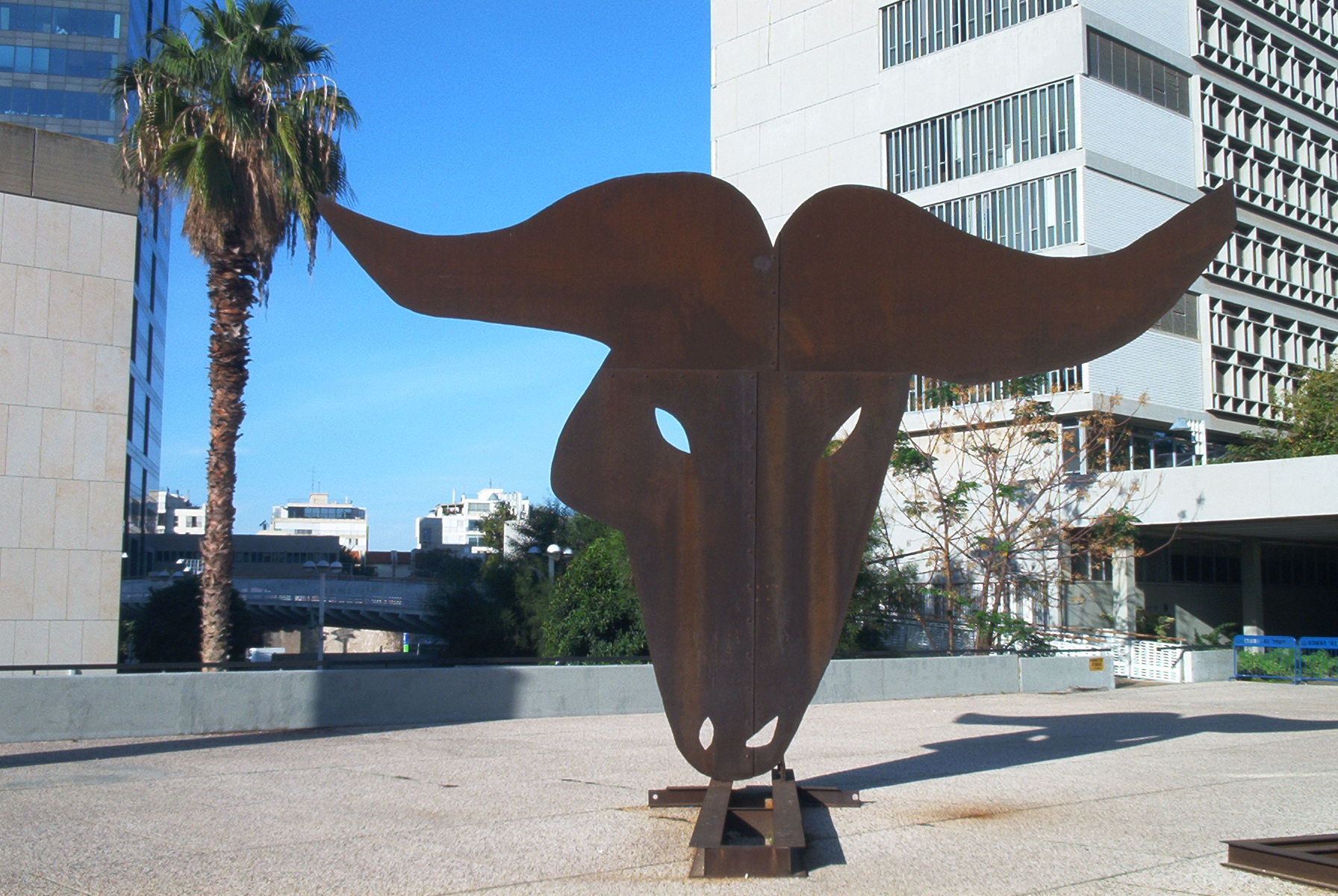
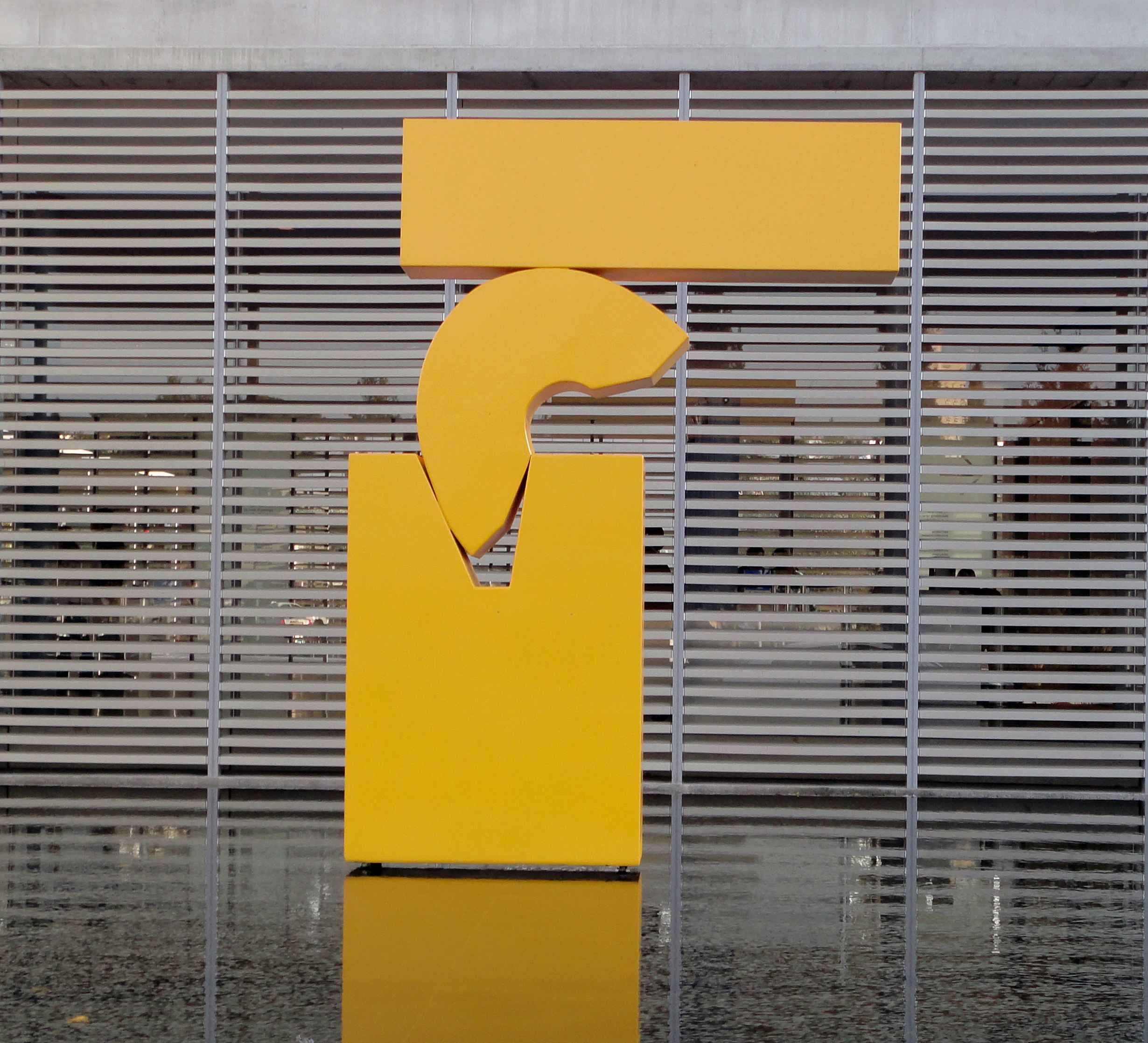
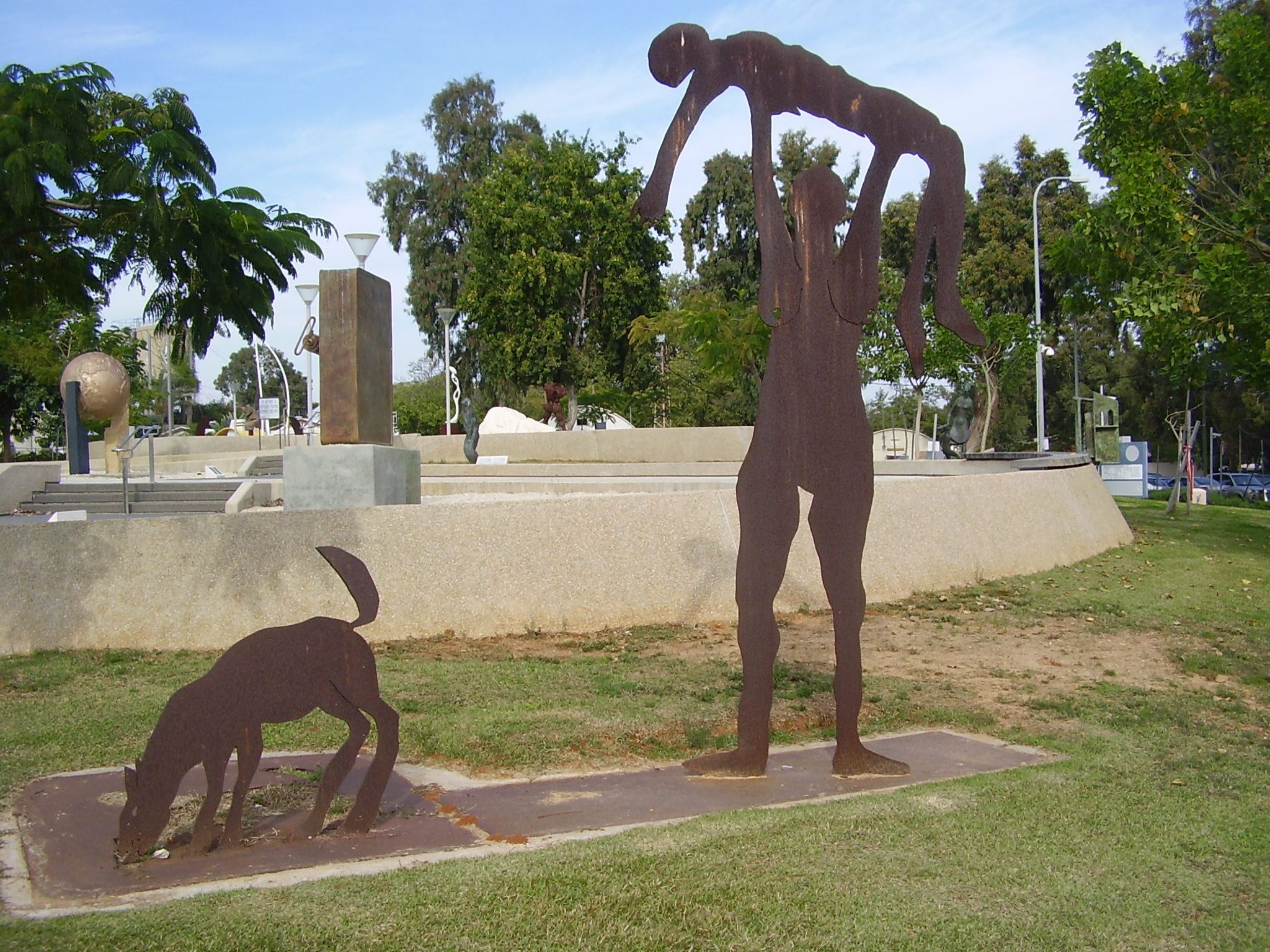

## 外部連結
- 马纳舍·卡迪希曼在以色列國家博物館上的相關頁面
- 马纳舍·卡迪希曼在以色列博物館的資料庫上的個人信息
- Europeana – 搜尋結果 （页面存档备份，存于）